# The Vaccines
The Vaccines er et engelsk indie rock band, der blev dannet i West London i 2010. Bandet består af Justin Hayward-Young (forsanger, guitar), Árni Árnason (bas, vokal), Timothy Lanham (guitar, tangenter, vokal) og Yoann Intonti (dtrommer).
The Vaccines har haft omfattende turné-aktivitet og været opvarmningsband for grupper som the Rolling Stones, Arcade Fire, Arctic Monkeys, Phoenix, Red Hot Chili Peppers, Imagine Dragons og Muse.
Gruppens debutalbum var den bedst sælgende debutplade i 2011 i Storbritannien, og blev sammenlignet med the Ramones, the Strokes og the Jesus and Mary Chain. De har udgivet seks studiealbums: What Did You Expect from the Vaccines? (2011), Come of Age (2012), English Graffiti (2015), Combat Sports (2018), Back in Love City (2021) og Pick-Up Full of Pink Carnations (2024). De har solgt over 2 millioner albums på verdensplan.

## Medlemmer
Nuværende medlemmer
- Justin Hayward-Young – forsanger, rytmeguitar (2010–nu); trommer, percussion (2016–2017)
- Árni Árnason – bass guitar, backing vocals (2010–nu)
- Timothy Lanham – keyboard, auxiliary percussion, baggrundsvokal (2017–nu); lead guitar (2023–nu), rytmeguitar (2017–2023)
- Yoann Intonti – trommer, percussion (2017–nu)

Nuværende turné-musikere
- Matt Hitt – keyboard, rytmeguitar, baggrundsvokal (2023–nu)

Tidligere medlemmer
- Pete Robertson – trommer, percussion, baggrundsvokal (2010–2016)
- Freddie Cowan – lead guitar, baggrundsvokal (2010–2023)

## Diskografi
- What Did You Expect from the Vaccines? (2011)
- Come of Age (2012)
- English Graffiti (2015)
- Combat Sports (2018)
- Back in Love City (2021)
- Pick-Up Full of Pink Carnations (2024)